# 루신서
루신서(녹심사, 중국어 간체자: 鹿心社, 1956년 11월 ~ )는 중화인민공화국의 정치인이다. 장시성 성장과 당 위원회 서기를 역임했으며 현재 광시 좡족 자치구 당 위원회 서기이다.

## 생애
산둥성 쥐예현 출신이다. 1978년 우한수리전력대학 수리공정학과에 입학하였고 1982년 졸업후 국가농목어업부 토지관리국에 들어갔다. 1985년 7월, 중국 공산당에 입당했다. 1986년 국무원이 국가토지관리국을 만들었을 때 국가토지관리국에 들어가 부처장과 부사장, 사장 등을 역임했다. 1996년 국가토지관리북 부국장으로 승진했다. 국가토지관리국에 근무하면서 루신서는 1987년 4월부터 188년 4월까지 독일 헤센주 측량국과 토지대장국에 유학을 다녀왔으며 1995년부터 1996년까지 장쑤성 난퉁시에서 부시장으로 재직했다. 1998년 국무원 제도 개혁의 일환으로 국가토지관리국이 국토자원부로 합병되면서 루신서는 국토자원부 당조성원 겸 경지보호사사장을 맡았고 1999년 5월 국토자원부 부부장으로 승진했다. 
2010년 8월, 중국공산당 간쑤성 성위원회 부서기 겸 성위원회 당교 교장으로 임명되었다. 2011년 5월, 중국공산당 장시성 성위원회 부서기와 장시성 인민정부 성장 대리로 임명되었고 2012년 2월 장시성 제11기 인민대표대회 5차 회의에서 장시성 성장으로 정식 선출되었다. 2016년 6월, 중국공산당 장시성 성위원회 서기로 선출되었고, 2018년 3월부터 광시 좡족 자치구 당위원회 서기를 맡고 있다.。